# Ebenalp
Die Ebenalp ist das nördliche Ende des Alpsteins. Sie liegt mit ihrer Höhe von 1644 m ü. M. auf einem Grat, der sich vom Säntisgipfel über den Schäfler erstreckt.

## Erreichbarkeit
Auf die Ebenalp führt von Wasserauen aus eine der vier Seilbahnen des Alpsteins, die Luftseilbahn Wasserauen–Ebenalp. Im Sommer ist die Ebenalp ein Hauptzentrum für Gleitschirmflieger. Gleichzeitig ist sie ein beliebtes Wanderziel, erreichbar von den Appenzeller Orten Weissbad und Wasserauen.
Den Säntisgipfel erreicht man mit einer knapp vierstündigen Wanderung. An den Felswänden unterhalb der Ebenalp wird Klettersport betrieben (bis Schwierigkeitsgrad 9).
Im Winter ist auf der Ebenalp mit zwei Liften Ski- und Snowboard- sowie Schneeschuhsport möglich. Wie am gesamten Alpstein liegt der Schwerpunkt des Wintersports mehr bei den Skitourmöglichkeiten für versierte Skiläufer.

## Besonderes
Eine Besonderheit ist die unterhalb der Ebenalp gelegene Bärenhöhle, eine Karsthöhle im Kalkstein, an deren Ende in einer Hütte Zähne und Krallen von Höhlenbären ausgestellt sind. Durch die Höhle führt ein Wanderweg, vorbei am Wildkirchli zum Berggasthaus Aescher. Gut erreichbar von dort aus sind Schäfler, Seealpsee, Altenalp und Alp Bommen.